# Aecidium amaryllidis
Aecidium amaryllidis är en svampart som beskrevs av Syd., P. Syd. & E.J. Butler 1912. Aecidium amaryllidis ingår i släktet Aecidium, ordningen Pucciniales, klassen Pucciniomycetes, divisionen basidiesvampar och riket svampar.   Inga underarter finns listade i Catalogue of Life.